# Lithacodia olivella
Lithacodia olivella là một loài bướm đêm trong họ Noctuidae.